# 眾議院議員總選舉
眾議院議員總選舉（日语：／ shūgiin giin sōsenkyo */?）是日本國政選舉的一部份，為改選眾議院所有議席的選舉，因而以「總選舉」稱之。眾議院議員任期4年，但因眾議院有中途解散制度，總選舉有可能隨之提早舉行。最近一次選舉於2024年10月27日舉行。

## 現行憲法下的選舉

### 選舉權
- 選舉權：18歲以上之日本公民
- 被選舉權：25歲以上之日本公民

### 選舉制度
日本自1996年起以單一選區兩票制（并立制）施行選舉，一票為區域代表、一票為比例代表。另有雙重提名制，指一候選人同時參選區域代表及比例代表，若候選人於區域落敗，則可視其惜敗率決定是否在比例代表名單「復活」當選。

#### 小選舉區
目前共有289個地方選區，2014年裁撤5個選區，2017年再裁撤6個選區。

#### 比例代表區
目前共有176個議席，共分成11個選區。各政黨以頓特法分配席次，

#### 經費
每次選舉，都會花費約700億日圓。

## 歷屆選舉一覽表
| 屆數   | 內閣       | 投票日                     | 星期 | 投票率 | 議席 | 任期滿了或解散／日                  | 最大黨       | 議席數 | 百分比 | 備註                                                                                    |
| ------ | ---------- | -------------------------- | ---- | ------ | ---- | ----------------------------------- | ------------ | ------ | ------ | --------------------------------------------------------------------------------------- |
| 第1回  | 山縣1      | 1890年（明治23年）7月1日   | 二   | 93.91% | 300  |                                     | 立憲自由黨   | 130    | 43.33% | 第一次眾議院總選舉                                                                      |
| 第2回  | 松方1      | 1892年（明治25年）2月15日  | 一   | 91.59% | 300  | 解散/1891年（明治24年）12月25日     | 立憲自由黨   | 94     | 31.33% |                                                                                         |
| 第3回  | 伊藤2      | 1894年（明治27年）3月1日   | 五   | 88.76% | 300  | 解散/1893年（明治26年）12月30日     | 立憲自由黨   | 120    | 40.00% |                                                                                         |
| 第4回  | 伊藤2      | 1894年（明治27年）9月1日   | 六   | 84.84% | 300  | 解散/1894年（明治27年）6月2日       | 立憲自由黨   | 107    | 35.66% |                                                                                         |
| 第5回  | 伊藤3      | 1898年（明治31年）3月15日  | 二   | 87.50% | 300  | 解散/1897年（明治30年）12月25日     | 立憲自由黨   | 105    | 35.00% | 進步黨獲得104席，成為第二大黨。                                                         |
| 第6回  | 大隈1      | 1898年（明治31年）8月10日  | 三   | 79.91% | 300  | 解散/1898年（明治31年）6月10日      | 憲政本黨     | 124    | 41.33% |                                                                                         |
| 第7回  | 桂1        | 1902年（明治35年）8月10日  | 日   | 88.39% | 376  | 任期満了/1902年（明治35年）8月10日  | 立憲政友會   | 191    | 50.79% | 首次實行不記名投票                                                                      |
| 第8回  | 桂1        | 1903年（明治36年）3月1日   | 日   | 86.17% | 376  | 解散/1902年（明治35年）12月28日     | 立憲政友會   | 175    | 46.54% |                                                                                         |
| 第9回  | 桂1        | 1904年（明治37年）3月1日   | 二   | 86.06% | 379  | 解散/1903年（明治36年）12月11日     | 立憲政友會   | 133    | 35.09% |                                                                                         |
| 第10回 | 西園寺1    | 1908年（明治41年）5月15日  | 五   | 85.29% | 379  | 任期滿了/1908年（明治41年）3月1日\| | 立憲政友會   | 187    | 49.34% |                                                                                         |
| 第11回 | 西園寺2    | 1912年（明治45年）5月15日  | 三   | 89.58% | 381  | 任期滿了/1912年（明治45年）5月15日  | 立憲政友會   | 209    | 54.85% |                                                                                         |
| 第12回 | 大隈2      | 1915年（大正4年）3月25日   | 四   | 92.13% | 381  | 解散/1914年（大正3年）12月25日      | 立憲同志會   | 153    | 40.15% |                                                                                         |
| 第13回 | 寺内       | 1917年（大正6年）4月20日   | 五   | 91.92% | 381  | 解散/1917年（大正6年）1月25日       | 立憲政友會   | 165    | 43.30% |                                                                                         |
| 第14回 | 原         | 1920年（大正9年）5月10日   | 一   | 86.73% | 464  | 解散/1920年（大正9年）2月26日       | 立憲政友會   | 278    | 59.91% |                                                                                         |
| 第15回 | 清浦       | 1924年（大正13年）5月10日  | 六   | 91.18% | 464  | 解散/1924年（大正13年）1月31日      | 憲政會       | 151    | 32.54% |                                                                                         |
| 第16回 | 田中義一   | 1928年（昭和3年）2月20日   | 五   | 80.36% | 466  | 解散/1928年（昭和3年）1月21日       | 立憲政友會   | 218    | 46.78% | 舉行初次普選                                                                            |
| 第17回 | 濱口       | 1930年（昭和5年）2月20日   | 四   | 83.34% | 466  | 解散/1930年（昭和5年）1月21日       | 立憲民政黨   | 273    | 58.58% |                                                                                         |
| 第18回 | 犬養       | 1932年（昭和7年）2月20日   | 六   | 81.68% | 466  | 解散/1932年（昭和7年）1月21日       | 立憲政友會   | 301    | 64.59% |                                                                                         |
| 第19回 | 岡田       | 1936年（昭和11年）2月20日  | 四   | 78.65% | 466  | 解散/1936年（昭和11年）1月21日      | 立憲民政黨   | 205    | 43.99% |                                                                                         |
| 第20回 | 林         | 1937年（昭和12年）4月30日  | 五   | 73.31% | 466  | 解散/1937年（昭和12年）3月31日      | 立憲民政黨   | 179    | 38.41% | 通稱「霸王餐解散」。立憲政友會獲得175席，成為第二大黨。                                 |
| 第21回 | 東條       | 1942年（昭和17年）4月30日  | 四   | 83.16% | 466  | 任期満了/1942年（昭和17年）4月30日  | 大政翼贊會   | 381    | 81.75% | 通稱「翼賛選舉」。眾議院延長任期1年。                                                   |
| 第22回 | 幣原       | 1946年（昭和21年）4月10日  | 三   | 72.08% | 466  | 解散/1945年（昭和20年）12月18日     | 日本自由黨   | 141    | 30.25% | 通稱「終戰解散」。首次男女均獲得選舉權的自由選舉。                                      |
| 第23回 | 吉田1      | 1947年（昭和22年）4月25日  | 五   | 67.95% | 466  | 解散/1947年（昭和22年）3月31日      | 日本社會黨   | 143    | 30.68% | 通稱「新憲法解散」。大日本帝國憲法生效期間的最後一次眾議院總選舉。                      |
| 第24回 | 吉田2      | 1949年（昭和24年）1月23日  | 日   | 74.04% | 466  | 解散/1948年（昭和23年）12月23日     | 民主自由黨   | 264    | 56.65% | 通稱「合謀解散」。日本國憲法生效後的第一次眾議院總選舉。                                |
| 第25回 | 吉田3      | 1952年（昭和27年）10月1日  | 三   | 76.43% | 466  | 解散/1952年（昭和27年）8月28日      | 自由黨       | 240    | 51.50% | 通稱「冷不防解散抜」。                                                                  |
| 第26回 | 吉田4      | 1953年（昭和28年）4月19日  | 日   | 74.22% | 466  | 解散/1953年（昭和28年）3月14日      | 自由黨吉田派 | 199    | 42.70% | 通稱「混蛋解散」。                                                                      |
| 第27回 | 鳩山一郎1  | 1955年（昭和30年）2月27日  | 日   | 75.84% | 467  | 解散/1955年（昭和30年）1月24日      | 日本民主黨   | 185    | 39.61% | 通稱「天之聲解散」。                                                                    |
| 第28回 | 岸1        | 1958年（昭和33年）5月22日  | 四   | 76.99% | 467  | 解散/1958年（昭和33年）4月25日      | 自由民主黨   | 287    | 61.45% | 通稱「協議解散」。55年體制成立後的第一次總選舉                                          |
| 第29回 | 池田1      | 1960年（昭和35年）11月20日 | 日   | 73.51% | 467  | 解散/1960年（昭和35年）10月24日     | 自由民主黨   | 296    | 63.38% | 通稱「安保解散」。                                                                      |
| 第30回 | 池田2      | 1963年（昭和38年）11月21日 | 四   | 71.14% | 467  | 解散/1963年（昭和38年）10月23日     | 自由民主黨   | 283    | 60.59% | 通稱「所得倍增解散」。                                                                  |
| 第31回 | 佐藤1      | 1967年（昭和42年）1月29日  | 日   | 73.99% | 486  | 解散/1966年（昭和41年）12月27日     | 自由民主黨   | 277    | 56.99% | 通稱「黑霧解散」。                                                                      |
| 第32回 | 佐藤2      | 1969年（昭和44年）12月27日 | 六   | 68.51% | 486  | 解散/1969年（昭和44年）12月2日      | 自由民主黨   | 288    | 59.25% | 通稱「沖繩解散」。                                                                      |
| 第33回 | 田中角榮1  | 1972年（昭和47年）12月10日 | 日   | 71.76% | 491  | 解散/1972年（昭和47年）11月13日     | 自由民主黨   | 271    | 55.19% | 通稱「日中解散」。                                                                      |
| 第34回 | 三木       | 1976年（昭和51年）12月5日  | 日   | 73.45% | 511  | 任期滿了/1976年（昭和51年）12月9日  | 自由民主黨   | 249    | 48.72% | 通稱「洛克希德選舉」。日本國憲法施行後唯一一次眾議院議員任期屆滿才解散                  |
| 第35回 | 大平1      | 1979年（昭和54年）10月7日  | 日   | 68.01% | 511  | 解散/1979年（昭和54年）9月7日       | 自由民主黨   | 248    | 48.53% | 通稱「增稅解散」。                                                                      |
| 第36回 | 大平2      | 1980年（昭和55年）6月22日  | 日   | 74.57% | 511  | 解散/1980年（昭和55年）5月19日      | 自由民主黨   | 284    | 55.57% | 通稱「碰巧解散」。眾參兩院同日選舉，選舉前首相大平正芳突然去世                          |
| 第37回 | 中曽根1    | 1983年（昭和58年）12月18日 | 日   | 67.94% | 511  | 解散/1983年（昭和58年）11月28日     | 自由民主黨   | 250    | 48.92% | 通稱「田中判決解散」                                                                    |
| 第38回 | 中曽根2改2 | 1986年（昭和61年）7月6日   | 日   | 71.40% | 512  | 解散/1986年（昭和61年）6月2日       | 自由民主黨   | 300    | 58.59% | 通稱「裝死解散」。眾參兩院同日選舉                                                      |
| 第39回 | 海部1      | 1990年（平成2年）2月18日]  | 日   | 73.31% | 512  | 解散/1990年（平成2年）1月24日       | 自由民主黨   | 275    | 53.71% | 通稱「消費稅解散」。                                                                    |
| 第40回 | 宮澤改     | 1993年（平成5年）7月18日   | 日   | 67.26% | 511  | 解散/1993年（平成5年）6月18日       | 自由民主黨   | 223    | 43.63% | 通稱「撒謊解散」。55年體制崩壊、細川內閣成立                                            |
| 第41回 | 橋本1      | 1996年（平成8年）10月20日  | 日   | 59.65% | 500  | 解散/1996年（平成8年）9月27日       | 自由民主黨   | 239    | 47.80% | 通稱「小選區解散」。開始使用小選區制及11個比例代表制選區的並立制。                      |
| 第42回 | 森1        | 2000年（平成12年）6月25日  | 日   | 62.49% | 480  | 解散/2000年（平成12年）6月2日       | 自由民主黨   | 233    | 48.54% | 通稱「神國解散」。比例區削減                                                            |
| 第43回 | 小泉1改2   | 2003年（平成15年）11月9日  | 日   | 59.86% | 480  | 解散/2003年（平成15年）10月10日     | 自由民主黨   | 237    | 49.37% | 通稱「政權公約解散」。                                                                  |
| 第44回 | 小泉2改    | 2005年（平成17年）9月11日  | 日   | 67.51% | 480  | 解散/2005年（平成17年）8月8日       | 自由民主黨   | 296    | 61.66% | 通稱「郵政解散」。                                                                      |
| 第45回 | 麻生       | 2009年（平成21年）8月30日  | 日   | 69.28% | 480  | 解散/2009年（平成21年）7月21日      | 民主黨       | 308    | 64.16% | 通稱「政權選擇解散」。民主黨成為第一大黨。原第一大黨自民黨成為第二大黨。                |
| 第46回 | 野田改3    | 2012年（平成24年）12月16日 | 日   | 59.32% | 480  | 解散/2012年（平成24年）11月16日     | 自由民主黨   | 294    | 61.25% | 通稱「近期解散」。自民黨成為第一大黨，第2次安倍內閣成立。原第一大黨民主黨成為第二大黨。 |
| 第47回 | 安倍2改    | 2014年（平成26年）12月14日 | 日   | 52.66% | 475  | 解散/2014年（平成26年）11月21日     | 自由民主黨   | 291    | 61.26% | 通稱「安倍經濟學解散」，小選區第一次削減                                                |
| 第48回 | 安倍3改3   | 2017年（平成29年）10月22日 | 日   | 53.68% | 465  | 解散/2017年（平成29年）9月28日      | 自由民主黨   | 284    | 61.08% | 通稱「國難突破解散」，日本將選舉權下修至18歳後的首次眾議院總選舉，小選區第二次削減      |
| 第49回 | 岸田1      | 2021年（令和3年）10月31日  | 日   | 55.93% | 465  | 解散/2021年（令和3年）10月14日      | 自由民主黨   | 261    | 56.13% | 通稱「未來選擇解散」，令和時代第一次眾議院選舉                                          |
| 第50回 | 石破1      | 2024年（令和6年）10月27日  | 日   | 53.85% | 465  | 解散/2024年（令和6年）10月9日       | 自由民主黨   | 191    | 41.08% | 通稱「日本創生解散」，2009年来执政党首次未获得半数席位                                  |

## 外部連結
- 衆議院議員総選挙一覧表 （页面存档备份，存于） - 衆議院